# 小波皮夫卡
49°45′41″N 33°21′22″E / 49.76139°N 33.35611°E
小波皮夫卡（烏克蘭語：Мала Попівка），是烏克蘭中部的村莊，隸屬波爾塔瓦州的盧布尼區。該村分別距離波皮夫卡0.5公里和維什尼亞基1公里，海拔高度91米，2001年人口142。